# Garcinia ovalifolia
Garcinia ovalifolia är en tvåhjärtbladig växtart som beskrevs av Daniel Oliver. Garcinia ovalifolia ingår i släktet Garcinia och familjen Clusiaceae. Inga underarter finns listade i Catalogue of Life.